# Dasyhelea ludingensis
Dasyhelea ludingensis är en tvåvingeart som beskrevs av Zhang och Yu 1996. Dasyhelea ludingensis ingår i släktet Dasyhelea och familjen svidknott. Inga underarter finns listade i Catalogue of Life.